# Állami lakótelep

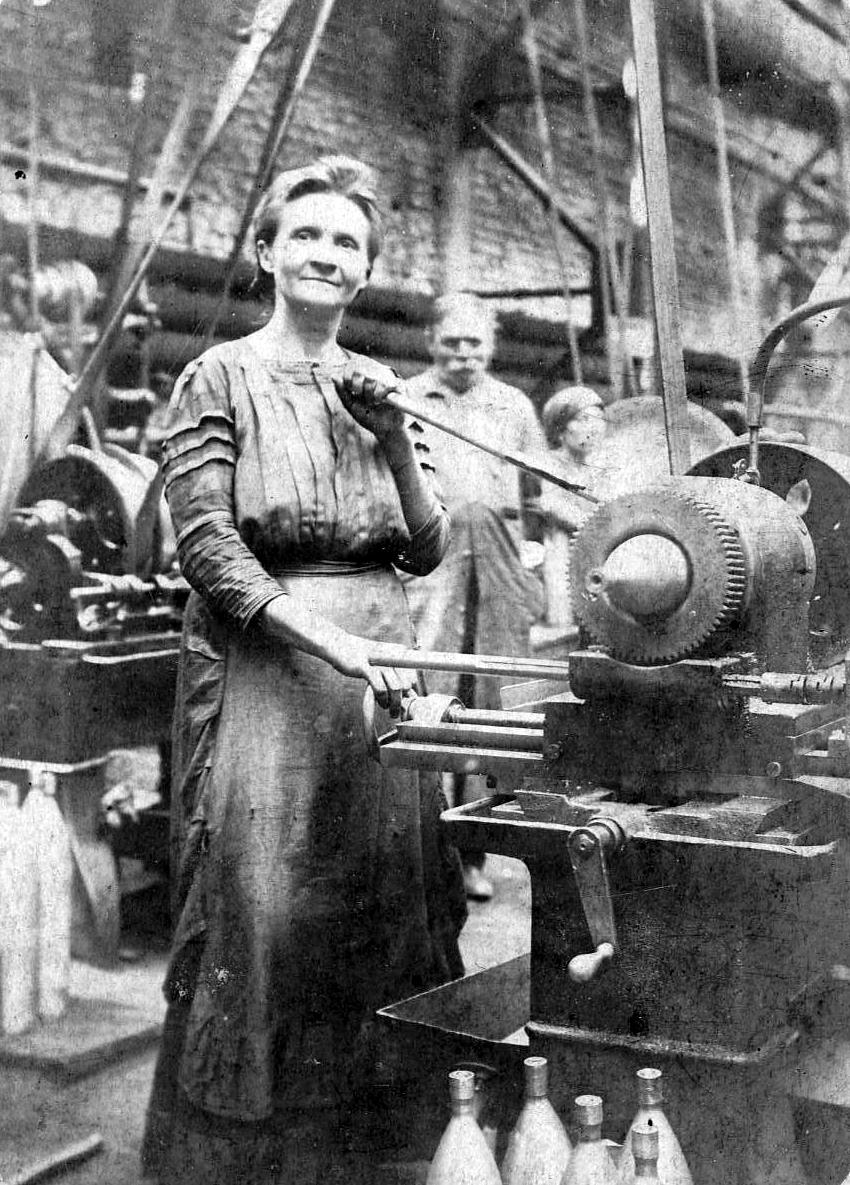
Munkásnő a Magyar Lőszergyár Rt. telepén

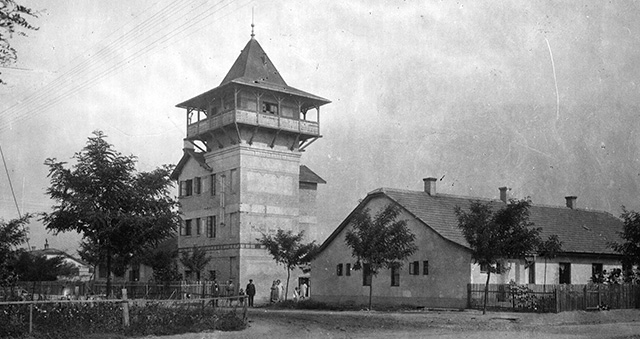
Az Állami lakótelepi víztorony. Felül tűzmegfigyelő erkély, alatta lakások

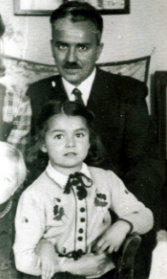
Forgács Ferenc gondnok

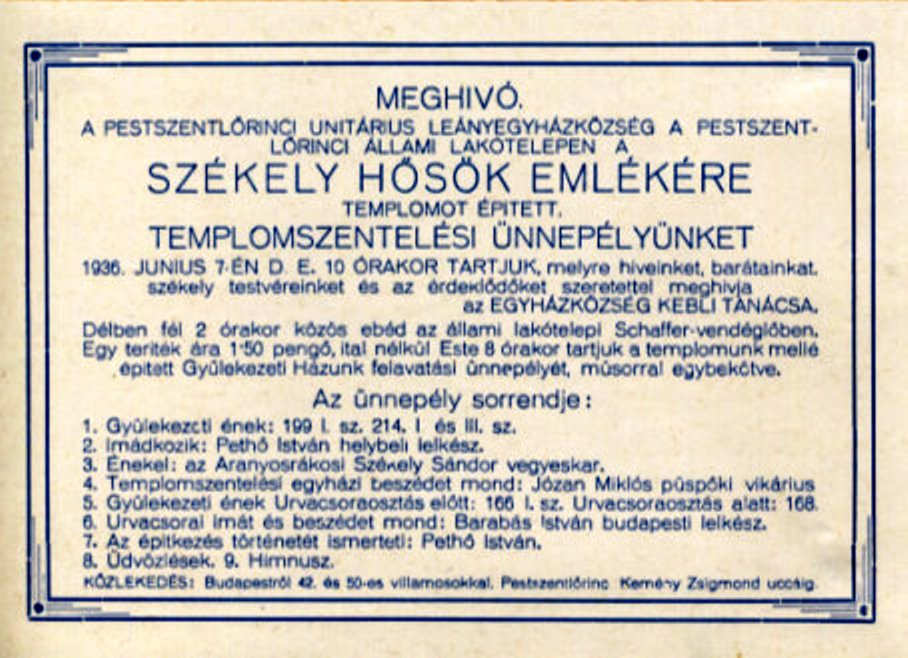
Meghívó az unitárius templom felszentelésére (1936)

Az Állami lakótelep 1924-től 1976-ig létezett az egykori Magyar Lőszergyár Rt. telepe, a mai Havanna-lakótelep helyén.

## Története
Az 1910-es évek elején Pestszentlőrinc és Kispest határán, a MÁV Lajosmizsei vasút mellett nagy területet vásárolt meg Lipták Pál mérnök (az első magyar harckocsi megépítője), aki 1916-tól átállt a hadfelszerelési cikkek gyártására, miután felépített egy martinacél-gyártó üzemet és hengerdét. Ekkor a gyártelep mellé építettek egy fallal körülvett lőszergyártelepet is, amely a Magyar Lőszergyár Rt. keretén belül. Az első világháború vége felé Lipták gyárai már hitelben szállították a fizetésképtelen államnak a hadianyag-utánpótlást. A világháborús vereség és a trianoni békediktátum azonban felemésztette tekintélyes vagyonát, mivel a háborús szállításait sohasem egyenlítették ki, bányái nagy része pedig az elcsatolt országrészekben maradt. A lőszergyártó telep műhelyei és raktárai azonban már Lipták életében hasznosultak a világháború végén, 1919-ben a Budapestre benyomuló román csapatok leszerelték és elrabolták. Ezzel a hadiipari termelést folytató Lipták-gyár megszűnt.

## Trianon után
A trianoni „békeszerződés” után megindult a menekültáradat a korábbi magyar területekről. Elhelyezésük különösen Budapesten járt komoly nehézségekkel, ezrek laktak vagonokban, pályaudvarokon. A Népjóléti Minisztérium, amelynek élén Bernolák Nándor állt, az ország több városában, Budapesten és közvetlen környékén is nagyszabású lakásépítési programba kezdett. A legnagyobb kislakásos telep Pestszentlőrinc határában épült ki. Az erdélyieken kívül sokan jöttek a Felvidékről, a Délvidékről, a közös sors összekapcsolta őket, és a lakók szorgalma, összefogása kedves kisvárost varázsolt az egykori gyártelepből.

## Lőszergyárból szükséglakótelep
1921-ben a magyar állam az I. világháború után, a Trianonban elcsatolt részekről menekültek elhelyezésére az egykori állami lőszertelepi épületek és raktárak átalakításával 130 kataszteri holdon elterülő állami telepet hozott létre. A 252 egy-, és kétszobás lakás építése 1924-ben fejeződött be. Először gyors megoldásként csak a meglévő épületeket alakították át. Később a beépítetlen területeken négy- és hatlakásos földszintes házakat, illetve néhány emeletes lakóházat is felhúztak. Számos kedvező feltétel segítette és gyorsította a munkát. Az önellátásra berendezkedett, kőfallal körülvett telepnek saját gondnoksága, több boltja, elemi iskolája, saját vízműve, szennyvízcsatornája, szennyvíztisztítója, villanyvilágítása, illetve sportegyesülete és kultúregyesülete, sőt kaszinója is volt. A telepet a minisztérium alá rendelt Gondnokság irányította, szedte a lakbért, működtette a közszolgáltatásokat, a szociális intézményeket.A falat megszakító kapukat éjszakára bezárták.

## A két világháború között

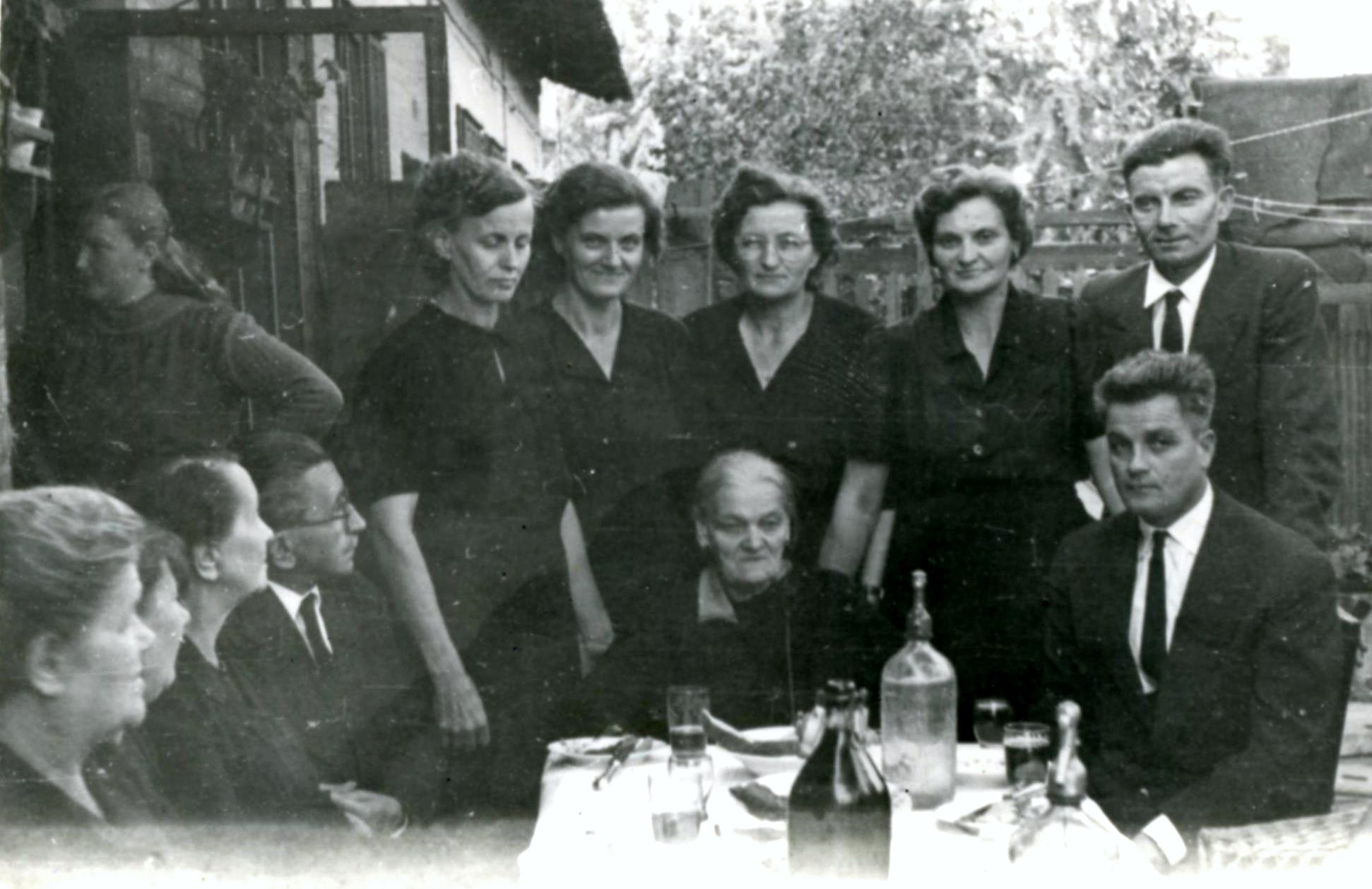
Deák Ferenc (Bamba) és családja

A lakbérek nagyon alacsonyak voltak (a harmincas évek közepén átlagban évi 40 pengő), ezért a menekülteket követve a környező gyárak munkásai, kis fizetésű hivatalnokai is egyre nagyobb számban költöztek az állami telepre.
A húszas évek közepén már hatezer ember lakott az Állami lakótelepi házakban, sőt a második világháború kitörésekor már 8–9 ezren. Általában sokkal jobb körülmények között éltek, mint a többi szükséglakótelepen (például a Mária Valéria-lakótelepen vagy az Auguszta-telepen), vagy akár a belső pesti kerületek bérlakásainak többségében élők. Az Állami lakótelepet sajátos kettősség jellemezte: az itt élők 70–80%-a állandó fizetéssel rendelkezett, önálló lakást bérlő állami alkalmazott, munkás, kistisztviselő volt, akik lakbért fizettek, komoly jövedelemhez juttatva ezzel előbb a Népjóléti, később a Belügyminisztériumot. Ebből a jövedelemből támogatták részben a legszegényebbeket, állították fel az ingyenkonyhát, támogatták a többi szükséglakótelepet. A telepen lakók kb. 30%-a a nyomorgók köréből került ki, akik gyakran minden jövedelem nélkül, sok-sok gyerekkel tengették életüket a kiutalt egy-egy szobában vagy konyhában. A 30-as években a tartósan nem fizetők egy részét még az ilyen szociális „szükséglakásokból” is kilakoltatták.
Érdekesség, hogy a telepen sokáig nem neveztek el utcákat, az épületek számot kaptak, s ez a számozás megmaradt egészen a bontásukig. Viszonylag hamar létrehozták a polgári iskolát (ilyen intézmény korábban nem működött Pestszentlőrincen). Majd miután az a település más részére költözött, a telepi elemi iskolát a 20-as és a 21-es számú épületben helyeztek el. Már a két háború között az ingyenkonyha mellett csecsemővédő egyesület, az óvodáskorúaknak napi háromszori étkezést biztosító napközik, munkaiskola, sőt tisztasági fürdő is működött itt. A szikvízüzem, a szőnyegszövő műhely és a telep karban- és tisztántartása munkalehetőséggel is szolgált a rászorulóknak.
A hívek adakozásából és közmunkájával 1934–35-ben felépült a (mai) Szent László római katolikus templom, 1935–36-ban pedig az unitárius templom. (A hetvenes években mindkettőt bontásra ítélték, de megmenekültek, és felújítva ma is állnak.)

## A második világháború után

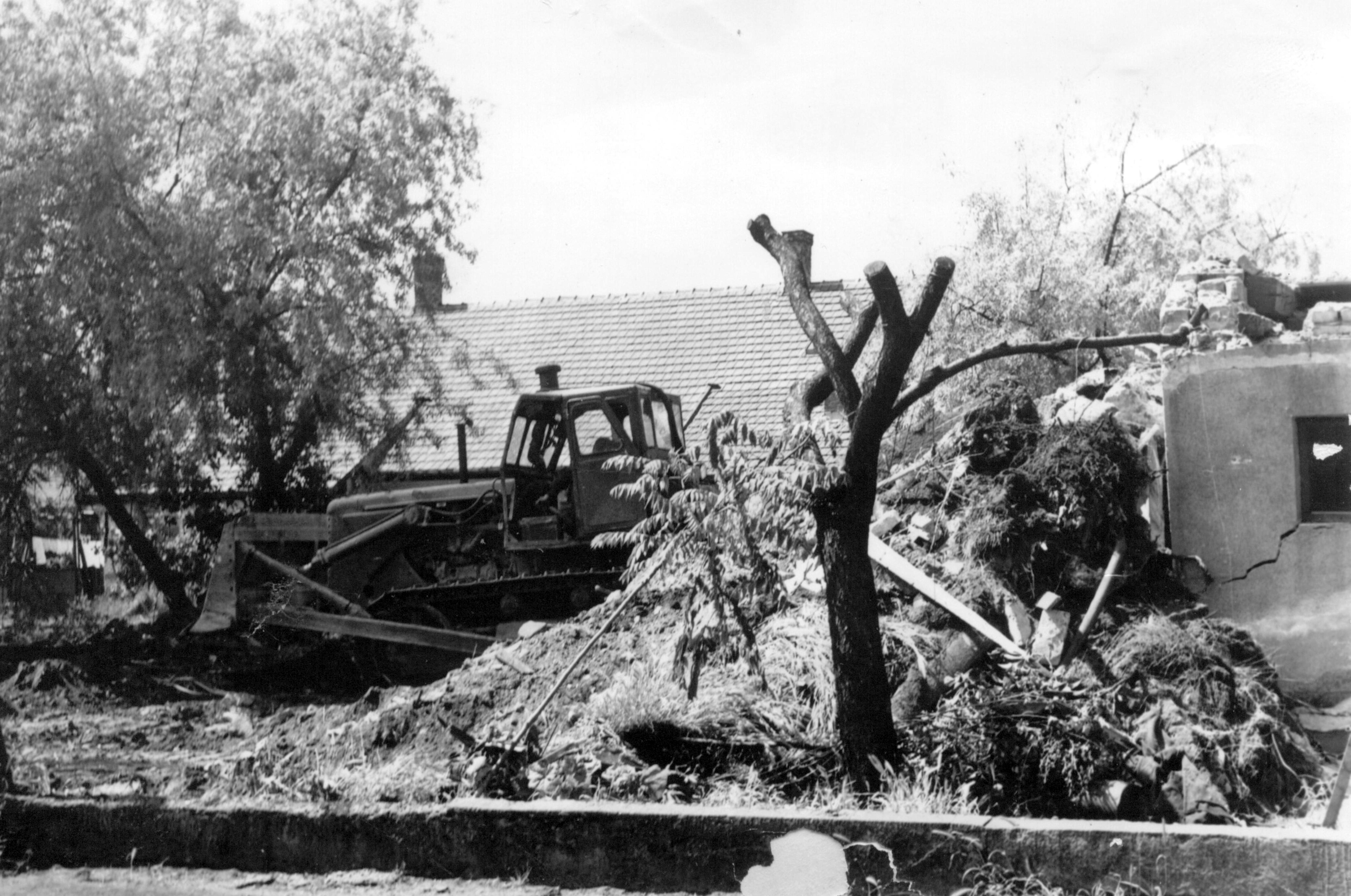
Bontják az Állami lakótelepet

A II. világháborúban csupán néhány épületet ért bombatalálat. Az Állami-lakótelepet 1945-ben Pestszentlőrinchez csatolták. A háború után is voltak problémás, nehezen élő családok, de a többség számára az alapvető létfeltételek – még ha szűkösen is – biztosítva voltak. A telepiek nem tudták jó karban tartani az egyre inkább leromlott épületeket, és erre a kerületi tanácsnak sem volt lehetősége. Aztán az ötvenes évek végén a lakók – tanácsi segítséggel – elkezdték korszerűsíteni a lakásokat, a kamrákból fürdőszobákat alakítottak ki, egyre több szobában állt cserépkályha. Összetartó közösség jött létre. Sőt 1956 után két üresen álló grundon még három új házat is felhúztak, immár komfortos lakásokkal.

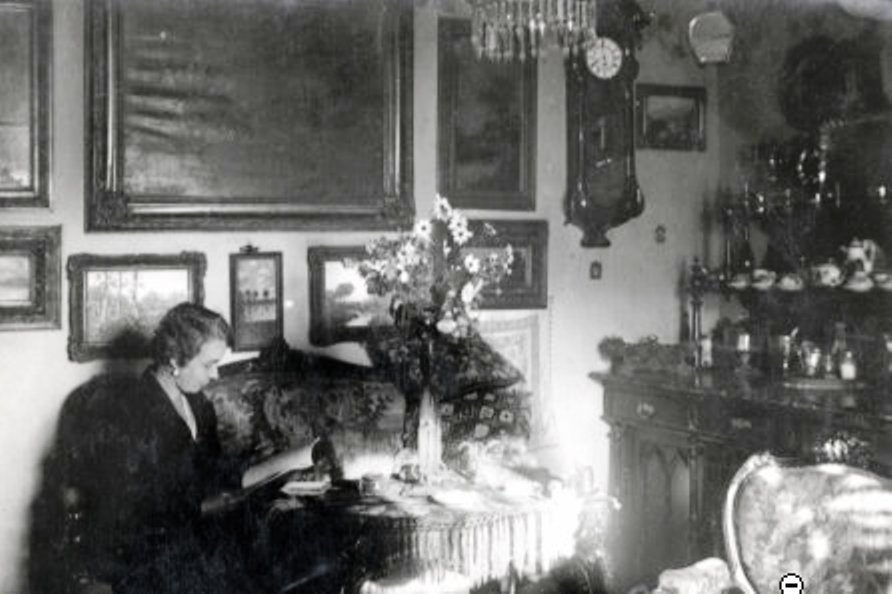
Báró Barkóczy Ilona elemi iskolai tanítónő itteni lakásán

A kertvárosias telep, a közös élmények és néhány meghatározó személyiség – köztük „Laci bácsi”, azaz Somogyi László, a legendás katolikus plébános – összetartó közösséggé tette az itt lakókat.

## Megszűnése
A telepet 1976-ban lebontották. Helyén épült fel a Havanna-lakótelep.
A Budapest XVIII. kerület Pedagógiai Intézet és Helytörténeti Gyűjtemény évente megrendezi a telep lakóinak baráti találkozóját.

## Ismert lakói
- Bajor Nagy Ernő újságíró
- Balogh Géza tanár
- Báró Barkóczy Ilona tanítónő
- Bihari József színművész
- Dr. Domsitz Béla orvos
- Deák Ferenc (Bamba) labdarúgó
- Détári Lajos labdarúgó
- Dr. Finszter Géza kriminológus
- Kapuvári Béla író, műfordító
- Kertész Ede tanár, iskolaigazgató
- Klados Gusztáv metróguru
- Komlós Juci, a A Nemzet Színésze
- Komlós Vilmos színművész
- Dr. Mester László országgyűlési képviselő
- Szécsi Margit költőnő
- Pethes Ferenc színművész
- Somogyi László plébános